# The Slash Years
The Slash Years es el octavo álbum de la banda estadounidense de rock, L7, publicado el 2 de mayo de 2000, por la discográfica Slash records

## Lista de canciones
1. «Pretend We're Dead» – 3:55
2. «Mr. Integrity» – 4:08
3. «Monster» – 2:56
4. «Everglade» – 3:16
5. «Andres» – 3:03
6. «Fuel My Fire» – 3:46
7. «Freak Magnet» – 3:14
8. Can I Run – 3:54
9. «Bad Things» – 3:12
10. «Off the Wagon» – 3:26
11. «Moonshine» – 3:23
12. «Bitter Wine» – 4:15

- Datos: Q7764744